# Ерартінг
Ерартінг (нім. Erharting) — громада в Німеччині, розташована в землі Баварія. Підпорядковується адміністративному округу Верхня Баварія. Входить до складу району Мюльдорф. Складова частина об'єднання громад Рорбах.
Площа — 13,69 км2. Населення становить 915 ос. (станом на 31 грудня 2020).